# Cantonul Lantosque
Cantonul Lantosque este un canton din arondismentul Nice, departamentul Alpes-Maritimes, regiunea Provence-Alpes-Côte d'Azur, Franța.

## Comune
- Lantosque (reședință)
- Utelle